# Natașîne, Sakî
Natașîne (în ucraineană Наташине) este un sat în comuna Veselivka din raionul Sakî, Republica Autonomă Crimeea, Ucraina.

## Demografie
Componența lingvistică a localității Natașîne
     Rusă (60,58%)
     Ucraineană (28,32%)
     Tătară crimeeană (9,49%)
     Alte limbi (1,04%)
Conform recensământului din 2001, majoritatea populației localității Natașîne era vorbitoare de rusă (60,58%), existând în minoritate și vorbitori de ucraineană (28,32%) și tătară crimeeană (9,49%).